# Veronica pulvinaris
Veronica pulvinaris är en grobladsväxtart som först beskrevs av Joseph Dalton Hooker och som fick sitt nu gällande namn av Thomas Frederic Cheeseman.
Veronica pulvinaris ingår i släktet veronikor, och familjen grobladsväxter. Inga underarter finns listade i Catalogue of Life.